# Roger Hunt
Roger Hunt   (Glazebury, 20 de juliol de 1938 - Warrington, 27 de setembre de 2021), MBE, fou un futbolista anglès de la dècada de 1960.
Fou internacional amb la selecció d'Anglaterra amb la qual participà en la Copa del Món de futbol de 1962 i a la Copa del Món de futbol de 1966. Passà la major part de la seva carrera al Liverpool FC, on fou el màxim golejador històric amb 286 gols, fins que fou superat per Ian Rush.

## Palmarès
Liverpool
- Football League First Division (2): 1963-64, 1965-66
- Football League Second Division (1): 1961-62
- FA Cup (1): 1964-65
- FA Charity Shield (3): 1964, 1965, 1966

Anglaterra
- Copa del Món de futbol (1): 1966[6]